# Миддлтон, Джеймс
Джеймс Уильям Миддлтон (англ. James William Middleton; родился 15 апреля 1987, Рединг, Беркшир, Англия, Великобритания) — британский бизнесмен и общественный деятель, брат принцессы Уэльской Кэтрин.

## Биография

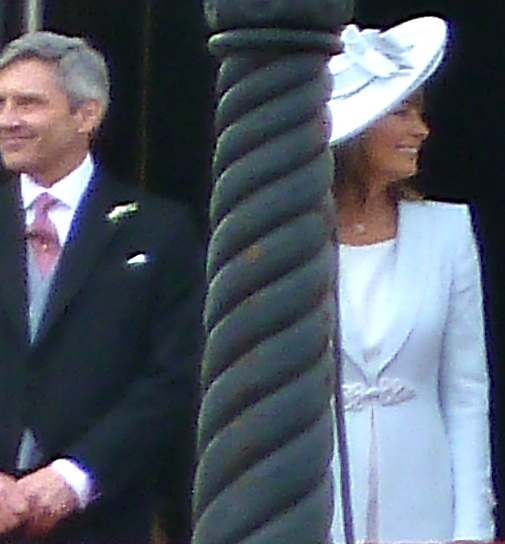
Родители Джеймса — Майкл Фрэнсис и Кэрол Элизабет Миддлтоны

Джеймс Уильям Миддлтон родился 15 апреля 1987 года в Рединге (Беркшир, Англия) в семье Майкла Фрэнсиса Миддлтона и Кэрол Элизабет Миддлтон (в девичестве Голдсмит). У него есть две старших сестры — Кэтрин Элизабет (родилась в 1982 году, жена принца Уильяма, герцога Кембриджского и принца Уэльского) и Филиппа Шарлотта (Пиппа), родившаяся в 1983 году.
Глава семьи Миддлтонов происходил из среднего класса, а его жена — из старинного рода шахтёров-угольщиков Харрисонов из графства Дарем. Оба супруга работали в гражданской авиации, Кэрол Элизабет была стюардессой, а Майкл Фрэнсис — авиадиспетчером. В 1992 году они основали компанию посылочной торговли «Party Pieces», которая успешно развивалась на британском рынке и сделала их миллионерами. Семья обосновалась в собственном доме в деревне Баклбери в Беркшире. Известно, что Джеймсу стоило серьёзных усилий окончить школу, так как у него дислексия. Позже Миддлтон поступил в Эдинбургский университет, но бросил его после первого курса и занялся бизнесом.
В 2007 году Джеймс создал компанию The Cake Kit Company. Этот бизнес быстро начал окупаться, и в 2010 году Миддлтон даже получил премию Haines Watts в номинации «Молодой предприниматель года». В 2013 году был создан проект Boomf (производство сладких подарков с изображениями), который, правда, в 2018 году оказался на грани полного разорения. Положение спас муж Пиппы Джеймс Мэттьюз, выкупивший часть акций.
С 2020 года Миддлтон является амбассадором благотворительной организации Pets As Therapy («Питомцы для терапии»). В 2019 году он открыл для всех посетителей свою страничку в Инстаграме, где появляются почти исключительно фотографии собак; своё родство с королевской семьёй Миддлтон не афиширует.
11 сентября 2021 года Миддлтон женился на своей давней возлюбленной Ализе Тевене В октябре 2023 года у них родился сын, получивший имя Иниго.